# Ungaliophis panamensis
Ungaliophis panamensis är en kräldjursart som beskrevs av den amerikanske zoologen Karl Patterson Schmidt 1933. Ungaliophis panamensis är en orm som ingår i släktet Ungaliophis, och familjen boaormar. Inga underarter finns listade i Catalogue of Life.

## Utbredning
U. panamensis är endemisk i Nicaragua, Costa Rica, Panama och Colombia. 